# Nordisk ADB
Ingenjörsfirman Nordisk ADB AB, grundades 1959 av Åke Bengtsson, Bo Hallmén och Göran Waernér. Nordisk ADB utvecklade dataprogram för väg- och vattenbyggnadsteknik. 1981 blev Nordisk ADB uppköpt av NordCad AB.
1961 gjorde företaget en datorbaserad animering (ca 50 sekunder lång) av den då nyprojekterade bilvägen mot Nacka sett ur ett förarperspektiv. (En annan källa hävdar att det är motorvägen mellan Würtsburg och Düsseldorf i Tyskland som visas). Perspektiven beräknades fram av datorn BESK och presenterades på ett oscilloskop vars bild automatiskt fotograferades för varje 20 framräknade meter. Filmen visades på Aktuellt den 9 november 1961. Av vissa betraktas den här animeringen som den första datoranimering som gjorts.